# Carl Englert
Carl Englert (* 30. November 1884 in Nürnberg; † 23. Februar 1971 in München) war ein deutscher Komponist, der zunächst von Nürnberg und danach von München aus wirkte und den Münchner Kaffeewärmer komponierte. Mit der Thematik setzte sich unter anderem Niddy Impekoven tänzerisch auseinander.
Englert veröffentlichte unter anderem im Süddeutscher Musikverlag in Strassburg und im Meistersingerverlag in Nürnberg neben den Komponisten Erhard Feist, Moritz Barchfeld, Hans Krauss und Ernst Roters.

## Produktionen und Konzertmitschnitte des Bayerischen Rundfunks unter Leitung von Jan Koetsier
- 1. Satz, aus: Symphonie c-moll, op. 48 29. Dezember 1959 im Kongresssaal Dt. Museum[4]
- Adagio und Scherzo, aus: Symphonie c-moll, op. 48 26. Februar 1975 Bamberg Kulturraum[4]
- Feierliche Musik, Adagio für Orchester 17. Februar 1982 im Bamberg Kulturraum[4]

## Kompositionen
- Das Lied: (A. G. Marius) : op. 1,1, Gesang mit Klavier. Erstausgabe – Nürnberg : Meistersinger-Verl., 1916. – 1 Bl.
- Nachklang: (Eichendorff) : op. 1,10, Gesang mit Klavier. Erstausgabe – Nürnberg : Meistersinger-Verl.. – 3 S.
- Fromm: (Gustav Falke) : op. 1,14, Gesang mit Klavier. Erstausgabe – Nürnberg : Meistersinger-Verl., 1916. – 1 Bl.
- Der Kriegsmann : (Georg Lehnert) : op. 1,16, Gesang mit Klavier. Erstausgabe – Nürnberg : Meistersinger-Verl., 1916. – 1 Bl.
- Vielliebchen : (Lendrich Beinert) : op. 1,2, Nürnberg : Meistersinger-Verl., 1916. – 1 Bl.
- Liebesfrühling: (Gg. Lehnert) : op. 3,3, Gesang mit Klavier. Erstausgabe – Nürnberg : Meistersinger-Verl.. – 5 S.
- Der Wagen fuhr durch die sternlose Nacht: (Robert Davidsohn) : op. 3,7, Gesang mit Klavier. Erstausgabe – Berlin : Siegel. – 3 S.
- Restauration: nach Durchlesung e. Manuskripts mit Gedichten : (Eduard Mörike) ; op. 3,9, Gesang mit Klavier. Erstausgabe – Nürnberg : Meistersinger-Verl., 1916. – 3 S.
- Denk' es, o Seele : (Mörike) : op. 5,7, Gesang mit Klavier – Nürnberg : Meistersinger-Verl., 1916. – 3 S.
- Menschenloos : (Freiligrath) : op. 6,12, Gesang mit Klavier. Erstausgabe – Berlin : Siegel. – 3 S.
- Lieder : (Reinh. Volker) : op. 7, Gesang mit Klavier. Erstausgabe – Nürnberg : Meistersinger-Verl.
- Lieder : (Reinh. Volker) : op. 7 / 5. Mutter. – 5 S., Gesang mit Klavier. Erstausgabe – Nürnberg : Meistersinger-Verl.
- Lieder : (Reinh. Volker) : op. 7 / 7. Einsamer Wanderer. – 7 S., Gesang mit Klavier. Erstausgabe – Nürnberg : Meistersinger-Verl.
- Lieder : op. 9, Gesang mit Klavier. Erstausgabe – Nürnberg : Meistersinger-Verl.
- Lieder : op. 9 / 1. Wir haben beide nicht geweint: (Cäsar Flaischlen). – 4 S., Gesang mit Klavier. Erstausgabe – Nürnberg : Meistersinger-Verl.
- Lieder : op. 9 / 2. Die weite Landschaft: (Cäsar Flaischlen). – 7 S., Gesang mit Klavier. Erstausgabe – Nürnberg : Meistersinger-Verl.
- Lieder : (Otto Ludwig) : op. 11, Gesang mit Klavier. Erstausgabe – Nürnberg : Meistersinger-Verl., 1916
- Lieder : (Otto Ludwig) : op. 11 / 2. Tod im Berufe. – 3 S. – Pl.Nr. 72, Gesang mit Klavier. Erstausgabe – Nürnberg : Meistersinger-Verl., 1916
- Lieder : (Otto Ludwig) : op. 11 / 3. Rosen u. Lilien. – 3 S., Gesang mit Klavier. Erstausgabe – Nürnberg : Meistersinger-Verl., 1916
- Lieder : (Otto Ludwig) : op. 11 / 4. Frühlingsahnung. – 5 S.,
- Lieder : op. 12, Gesang mit Klavier. Erstausgabe – Nürnberg : Meistersinger-Verl., 1916
- Lieder : op. 12 / 2. Frühlingsabend: (Hans Bethge). – 3 S., Gesang mit Klavier. Erstausgabe – Nürnberg : Meistersinger-Verl., 1916
- Lieder : op. 12 / 4. Winternacht (Eichendorff). – 3 S., Gesang mit Klavier. Erstausgabe – Nürnberg : Meistersinger-Verl., 1916
- Lieder : op. 12 / 6. Das Blatt im Buche: (Anastasius Grün). – 3 S., Gesang mit Klavier. Erstausgabe – Nürnberg : Meistersinger-Verl., 1916
- Lieder : op. 12 / 7. Fremd in d. Heimat (Martin Greif). – 3 S., Gesang mit Klavier. Erstausgabe – Nürnberg : Meistersinger-Verl., 1916
- Lieder : op. 12 / 8. Gott ist deine Zuversicht (Gellert). – 3 S., Gesang mit Klavier. Erstausgabe – Nürnberg : Meistersinger-Verl., 1916
- Lieder : op. 12 / 9. Erloschen (E. Schmidt – Luzern). – 1 Bl., Gesang mit Klavier. Erstausgabe – Nürnberg : Meistersinger-Verl., 1916
- Münchener Kaffeewärmer : bayerischer Walzer : op. 13,1, Ausgabe für Zither – München : Halbreiter. – 5 S.
- Lieder : (Reinh. Volker) : op. 14, Gesang mit Klavier – Nürnberg : Meistersinger-Verl., 1916
- Lieder : (Reinh. Volker) : op. 14 / 2. Ännchen tanzt. – 3 S., Gesang mit Klavier – Nürnberg : Meistersinger-Verl., 1916
- Lieder : (Reinh. Volker) : op. 14 / 3. Wilder Vogel. – 5 S., Gesang mit Klavier – Nürnberg : Meistersinger-Verl., 1916
- Lieder : (Reinh. Volker) : op. 14 / 5. Schneeglöckchen. – 5 S., Gesang mit Klavier – Nürnberg : Meistersinger-Verl., 1916
- Lieder : (Reinh. Volker) : op. 14 / 8. Die Glückliche. – 3 S., Gesang mit Klavier – Nürnberg : Meistersinger-Verl., 1916
- Lieder : (Reinh. Volker) : op. 14 / 9. Rote Spur. – 3 S., Gesang mit Klavier – Nürnberg : Meistersinger-Verl., 1916
- Lieder : op. 16, Gesang mit Klavier. Erstausgabe – Nürnberg : Meistersinger-Verl., 1916
- Sehnsucht: op. 16. No. 1., Text: Luise Beccard-Blensdorf. Nürnberg: Meistersinger-Verlag 1916
- Lieder : op. 16 / 2. Rote Mauer: (Anna Blum Erhard). – 3 S., Gesang mit Klavier. Erstausgabe – Nürnberg : Meistersinger-Verl., 1916
- Lieder : op. 16 / 4. Dornbusch: (Reinh. Volker). – 3 S., Gesang mit Klavier. Erstausgabe – Nürnberg : Meistersinger-Verl., 1916
- Lieder : op. 16 / 5. Lied der Benedetta: (M. Grube u. C. Wallner). – 3 S., Gesang mit Klavier. Erstausgabe – Nürnberg : Meistersinger-Verl., 1916
- Lieder : (Georg Lehnert) : op. 17, Gesang mit Klavier. Erstausgabe – Nürnberg : Meistersinger-Verl.. – 7 S.
- Reife : Gedicht von Reinhard Volker : op. 24,2, Gesang mit Klavier – München : Selbstverl.. – 2 S.
- Münchener Kaffeewärmer. Bayerischer Walzer, op. 13, 1, von Carl Englert (1884–1971), bearbeitet von Curt Goldmann, München: Halbreiter, 1921.
  - Münchener Kaffeewärmer : bayerischer Walzer : op. 13,1, Ausgabe für Zither – München : Halbreiter. – 5 S.
- Die Rummelsburg : eine lyr. romant. Oper in 3 Akten (6 Bildern) : frei nach dem Musäus Märchen Stumme Liebe ; op. 50, Vollst. Klavierauszug mit Text. 1. Ausgabe – München : Selbstverl., 1933. – 196 S.
- Märchenbronnen : Gedicht von Reinh. Volker : op. 2,9, Gesang mit Klavier – München : Selbstverl., 1937. – 3 S.
- Lieder, Gesang mit Klavier. Erstausgabe – Nürnberg : Meistersinger-Verl.. – 8 S.
- Lumpenlied : für eine Singstimme mit Begleitung des Klaviers oder Gitarre, [Partitur] – Nürnberg : Eckert. – [4 S.]
- Saar-Schwur : Gedicht von Joseph Lang, Gesang mit Klavier – München : Selbstverl.. – 1 S.
- Vier Lieder : für 1 Singstimme mit Klavierbegl., Erstausgabe – Straßburg : Südd. Musikverl. – 9 S.
- Zwei Lieder : für gem. Chor, Partitur – Nürnberg : Selbstverl.. – 2 Bl.